# اریک سیگال
اریک وولف سیگال (به انگلیسی: Erich Wolf Segal) (زاده ۱۶ ژوئن ۱۹۳۷ - درگذشته ۱۷ ژانویه ۲۰۱۰) داستان‌نویس، فیلم‌نامه‌نویس و استاد دانشگاه آمریکایی است.

## زندگی‌نامه
اریک سیگال دراصل زاده نیویورک بود اما از سال‌ها پیش ساکن لندن شده بود. او در دوران زندگی در لندن متن داستان انیمیشن «زیردریایی زرد» را هم برای گروه معروف بیتل‌های نوشته است. اریک سیگال عضو افتخاری کالج «ولفسون» درآکسفورد بود. سیگال در دورانی که به عنوان استاد ادبیات کلاسیک در دانشگاه ییل مشغول به تدریس بود کتاب «داستان عشق» را نوشت.
وی در سال‌های پایانی عمر خویش به بیماری پارکینسون مبتلا شده بود. او روز یکشنبه هفدهم ژانویه ۲۰۱۰ پس از یک حمله قلبی در خانه مسکونی خود در شهر لندن در سن ۷۲ سالگی درگذشت. از اریک سیگال دو دختر به نام‌های فرانسیسکا و میراندا به جای مانده است.
عمده معروفیت او برای نوشتن داستان عشق (۱۹۷۰) است که از آن نیز در همان سال فیلمی به همین نام ساخته شد.